# Стив Чен
Стивън Ших Чен (на китайски: 陳士駿; Уейд-Джайлс: Чен Ших-чюн; роден на 25 август 1978 г.) е тайванско-американски интернет предприемач, който е един от съоснователите и предишен главен технологичен директор на уебсайта за споделяне на видео YouTube (Ютюб). След като е съосновател на компанията AVOS Systems, Inc. и създава приложението за споделяне на видео MixBit, той се присъединява към Google Ventures през 2014 г.

## Ранни години и образование
Чен е роден в Тайпе, Тайван. Когато е на осем години, той и семейството му емигрират в САЩ и се установяват в Проспект Хайтс, Илинойс. Учи в Средно училище „River Trails“ („Ривър Трейлс“) в Маунт Проспект за средното си образование и гимназията „Джон Хърси“ в Арлингтън Хайтс за първата си година в гимназията. За последните си три години от гимназията той посещава Академия за математика и наука в Илинойс в Аврора, Илинойс. В университета на Илинойс в Урбана-Шампейн учи компютърни науки.

## Бизнес кариера
Чен е служител в PayPal, където за пръв път се запознава с Чад Хърли и Джауди Карим. Чен също е ранен служител във Facebook, въпреки че напуска след няколко месеца, за да стартира YouTube.
През 2005 г. Чад Хърли, Джауди Карим и Стив Чен основават YouTube, като Чен има позицията главен технологичен директор. През юни 2006 г. Чен е обявен от Business 2.0 (бизнес 2.0) за един от „50-те души, които имат значение сега“ в бизнеса.
На 16 октомври 2006 г. Чен и Хърли продават YouTube (Ютюб) на Google, Inc. за 1,65 милиарда долара. Чен получава 625 366 акции на Google и допълнителни 68 721 в тръст като част от продажбата. Към септември 2021 г. акциите на Google се оценяват на почти 1,77 милиарда долара.
Той и Хърли стартират AVOS Systems, която придобива Delicious от Yahoo! Inc.
Чен е обявен за един от 15-те азиатски учени, които трябва да се гледат от списание „Asian Scientist“ („Азиатски учен“) на 15 май 2011 г.
Чен стартира мрежата за стрийминг на храна на живо Nom.com през 2016 г. заедно с Виджай Карунамурти. През 2017 г. Nom.com е закрит, като емисията му в Twitter е превключена на частна, а акаунтът във Facebook остава бездействащ от март 2017 г.

## Награди
Чен е назначен за Лауреат на Академията на Линкълн в Илинойс и е награден с орден на Линкълн (най-високата чест на щата) от губернатора на Илинойс през 2018 г.

## Личен живот
Чен се жени за Парк Джи-хюн, която сега е Джейми Чен, мениджър маркетинг на продукти на Google Корея през 2009 г. Те живеят в Тайпе, Тайван, с двете си деца. Те са големи поддръжници на Музея на азиатското изкуство в Сан Франциско, където Джейми е назначена за настоятел през юли 2012 г. От август 2019 г. Чен се премества обратно в Тайван и оттогава пребивава там, заедно със своето семейство.
|  | Тази страница частично или изцяло представлява превод на страницата Steve Chen в Уикипедия на английски. Оригиналният текст, както и този превод, са защитени от Лиценза „Криейтив Комънс – Признание – Споделяне на споделеното“, а за съдържание, създадено преди юни 2009 година – от Лиценза за свободна документация на ГНУ. Прегледайте историята на редакциите на оригиналната страница, както и на преводната страница, за да видите списъка на съавторите. ВАЖНО: Този шаблон се отнася единствено до авторските права върху съдържанието на статията. Добавянето му не отменя изискването да се посочват конкретни източници на твърденията, които да бъдат благонадеждни. |